# Aizuchi
Na língua japonesa, aizuchi ( em japonês:  相槌 ou あいづち, IPA: [aizɯ (ꜜ) tɕi] ) são interjeições usadas em conversas que indicam que o ouvinte está prestando atenção ou entendendo o falante. Em termos linguísticos, trata-se de uma forma de expressão fática . Aizuchi são considerados tranquilizadores para o falante, indicando que o ouvinte está ativo e envolvido na discussão.

## Exemplos
Aizuchi comuns incluem:
- hai (はい) , ee (ええ)  ou un (うん, "sim", com graus distintos de formalidade)
- sō desu ne (そうですね, "entendo")
- sō desu ka (そうですか, "é verdade?", "sério?")
- hontō (本当) , hontō ni (本当に) , maji (マジ)  ou (em Kansai ) honma (本真, "sério?")
- naruhodo (なるほど, "entendo", "certo")
- acenar com a cabeça[2]

Esses têm uma função semelhante às expressões do português "aham", "isso", "OK", "sério?", "oh" e assim por diante.
Os aizuchi são frequentemente mal interpretados por falantes não nativos como o ouvinte que mostra concordância e aprovação. As relações de negócios, em particular, podem ser prejudicadas por falantes não nativos assumindo que seus colegas japoneses concordaram com suas sugestões o tempo todo, especialmente com hai (はい, "sim"), quando o falante nativo japonês quis dizer apenas que eles estão acompanhando ou entendem as sugestões - "entendi", e não "concordo".
Os aizuchi também podem assumir a forma das chamadas perguntas de eco, que consistem em um substantivo mais desu ka (ですか)  . Depois que o interlocutor A faz uma pergunta, o interlocutor B pode repetir um substantivo-chave seguido por desu ka para confirmar sobre o que o locutor A estava falando ou simplesmente para manter a comunicação aberta enquanto o locutor B pensa em uma resposta. Um análogo aproximado em inglês seria "A ..., você falou?", Como em: "Então eu comprei este carro novo"; resposta: "Um carro, você falou?".